# Vân Long, Từ Châu
Vân Long (chữ Hán giản thể: 云龙区, âm Hán Việt: Vân Long khu) là một quận thuộc địa cấp thị Từ Châu, tỉnh Giang Tô, Cộng hòa Nhân dân Trung Hoa. Quận Vân Long có diện tích 118 km², dân số năm 2004 là 287.000 người còn theo website của chính quyền quận là 300.000 người.
Về mặt hành chính, quận này được chia ra 8 nhai đạo: Bành Thành, Tử Phòng, Hoàng Sơn, Lạc Đà Sơn, Thúy Bình Sơn, Đại Quách Trang, Đại Long Hồ và Phan Đường.